# Skottsbergia
Skottsbergia es un género monotípico de musgos perteneciente a la familia Archidiaceae. Su única especie: Skottsbergia paradoxa, es originaria de las Islas Sandwich del Sur y las Islas Georgias del Sur.

## Taxonomía
Skottsbergia paradoxa fue descrita por Jules Cardot y publicado en Revue Bryologique 32: 47. 1905.